# Martin Luther King, Jr. National Historical Park
Der Martin Luther King, Jr. National Historical Park ist ein geschützter Bezirk von besonderer historischer Bedeutung in Atlanta, der neben der Grabstätte von Martin Luther King und Coretta Scott King Gebäude mit einem Bezug zu seiner Biographie enthält. Unter diesen befinden sich das Geburtshaus von King und die baptistische Kirche, in der er getauft wurde und später als Pastor neben seinem Vater arbeitete.

## Geschichte
Der Park wird durch das Gebiet gebildet, in dem Martin Luther King geboren wurde und aufwuchs. Er lebte hier bis in die frühen 1940er Jahre und kehrte dorthin im Jahre 1960 zurück. Diese Zone hat nicht nur wegen ihrer Beziehung zu King und der Bürgerrechtsbewegung eine besondere Bedeutung, sondern auch stadtgeschichtlich wegen ihrer Entwicklung von einem weißen Wohngebiet hin zu einer überwiegend afroamerikanischen Gemeinde, die sich ab 1910 vollzog.
Am 2. Mai 1974 wurden das Geburtshaus von Martin Luther King, die Ebenezer Baptist Church und die Grabstätte von ihm und seiner Frau mitsamt der näheren Umgebung als Martin Luther King, Jr. Historic District in das National Register of Historic Places aufgenommen. Der damalige Historic District hatte eine Größe von ungefähr 30 Hektar. Am 5. Mai 1977 erhielt ein circa 6 Hektar großer Teil des Historic Districts den Status eines National Historic Landmarks. Am 10. Oktober 1980 wurde die Schutzzone zu einer National Historic Site erklärt, deren Kernzone etwas über 15 Hektar umfasste. Eine Erweiterung des Schutzbezirks auf eine Fläche von 107 Hektar erfolgte am 12. Juni 2001. Am 8. Januar 2018 unterschrieb Präsident Donald Trump ein Gesetz, mit dem die National Historic Site zum Martin Luther King, Jr. National Historical Park wurde. Durch diese Maßnahme, für die sich vor allem der demokratische Kongressabgeordnete und Bürgerrechtler John Lewis eingesetzt hatte, erhielt der National Park Service mehr Bundesmittel, um den historischen Bezirk zu bewahren und zu präsentieren.

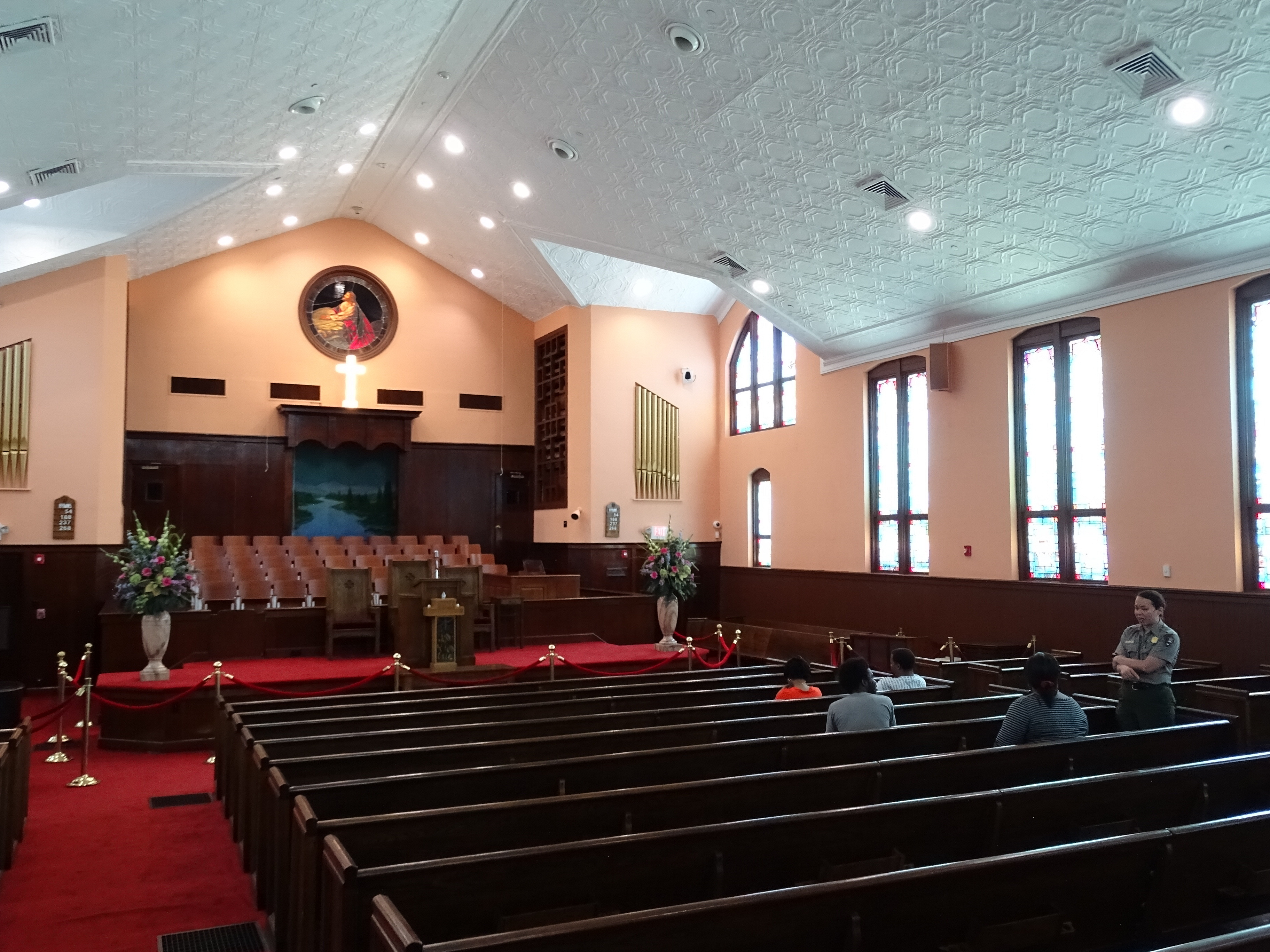
In der alten Ebenezer Baptist Church (2017)

Im Bereich der Auburn Avenue wurde an einigen Stellen die Bausubstanz abgerissen oder geändert, der einige historische Gebäude an der Auburn Avenue zum Opfer fielen ohne den Wert der Historic Site insgesamt zu schmälern. Dies hing größtenteils mit Baumaßnahmen zum Gedenken an King sowie ab den frühen 1990er Jahren mit den Vorbereitungen für die Olympischen Sommerspiele 1996 zusammen. So wurden ein Dutzend Fabrikgebäude abgerissen, um Parkplätze für die Besucher zu schaffen. Ferner errichtete der National Park Service ein neues Besucherzentrum und gewährte der Gemeinde der Ebenezer Baptist Church den Bau einer neuen Kirche im Schutzgebiet. Im Gegenzug erhielt der National Park Service die Kontrolle über die alte Kirche der Gemeinde, die dem Besucherzentrum direkt gegenüber liegt. Um das Grabmal Kings herum entstand in den 1970er Jahren der Sitz des Martin Luther King Jr. Center for Nonviolent Social Change.

## Lage und Baubeschreibung des National Historical Parks
Der Park wird im Norden vom Freedom Parkway und der John Wesley Dobbs Avenue begrenzt, im Süden von der Decatur Street, im Osten von einer Eisenbahnstrecke und im Westen von der Interstate 75/85. Unmittelbar westlich der Interstate liegt der Sweet Auburn Historic District, der ebenfalls den Status eines National Historic Landmarks hat. Seit der Vergrößerung des Martin Luther King, Jr. Historic Districts im Jahr 2001 enthält er 482 Contributing Properties. Der ursprüngliche, 1974 gebildete Historic District umfasste ein wesentlich kleineres Areal und enthielt lediglich neun Contributing Properties. Die Bauwerke sind in diversen Architekturstilen gehalten, die von Italianate, Queen-Anne, Neugotik bis zum Arts and Crafts Movement und Modernismus reichen. Ebenso vielfältig sind die verwendeten Baumaterialien.

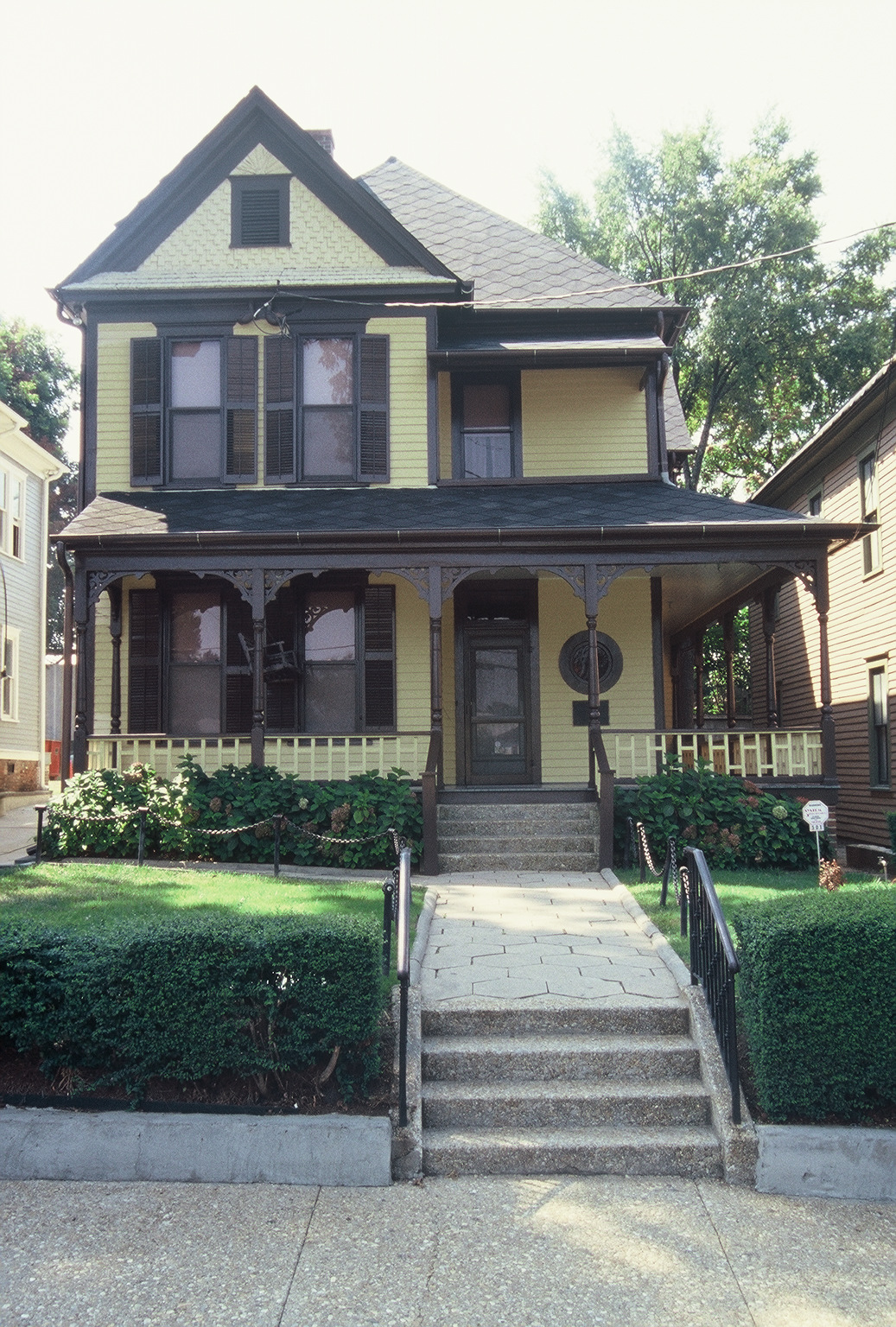
Das Geburtshaus von King in der Auburn Avenue

Herzstück des Parks sind das Geburtshaus von King in der Auburn Avenue, die Ebenezer Baptist Church, wo King, sein Vater und sein Großvater als Pastoren wirkten, und sein Grabmal im Reflexionsbecken. Abgesehen vom ursprünglichen Historic District nördlich der Auburn Avenue stehen die meisten historischen Häuser aus der Zeit zwischen 1890 und 1930 im Bezirk nördlich der Irwin und östlich der Randolph Street. Hier wie dort dominieren einstöckige Holzrahmenhäuser in traditioneller Bauweise, die einfache Verzierungen im Queen-Anne-Stil, dem American Arts and Crafts Movement oder aus der Colonial-Revival-Architektur aufweisen. In diesem Areal steht mit der David T. Howard School die Grundschule von King. Diese wurde 1923 als vierstöckiger Bau im Stile der Neuromanik errichtet. Gleichfalls im Bereich nördlich der Irwin und östlich der Randolph Street liegen für die Entwicklung der Gemeinde wichtige Industriebauten wie das an die Eisenbahn grenzende Atlantic/Southeastern Compress and Warehouse. Dieser 1905 erbaute Komplex diente der Lagerung von Baumwolle. Nordwestlich davon erhebt sich ein Wasserturm, der auf das Jahr 1905 zurückgeht.
Südlich der Edgewood Avenue ist ein Viertel gemischter Bebauung mit Geschäftsgebäuden, einigen kleineren Kirchen und überwiegend Wohnhäusern. Wie im Bezirk nördlich der Irwin und östlich der Randolph Street stehen sind auch hier die Mehrzahl der Gebäude Contributing Properties. Neben einigen zweistöckigen Doppelhäusern haben die Wohneinheiten meist die Form von Häuschen im Queen-Anne-Stil. Außerdem stehen in diesem Areal mehrere Appartementgebäude aus den 1950er und 1960er Jahren. Auffällig von diesen war wegen seines modernen Stils das mittlerweile abgerissene Antoine Graves High Rise, das die Form eines Massivbau aus Beton und Ziegeln hatte.
Durch die Erweiterung des Historic District im Jahr 2001 kam das Gebiet westlich der Jackson Street hinzu, der die größte Nähe zur Downtown Atlantas aufweist. Contributing Properties sind hier eine Reihe von Einfamilien- und zweistöckigen Mehrfamilienhäusern aus den ersten Jahrzehnten des 20. Jahrhunderts an der Irwin Street sowie weiter westlich gelegene Appartementgebäude aus den 1950er und 1960er Jahren. Diese Backsteinbauten sind schmucklos und zwei bis drei Etagen hoch. Auffällig bei ihnen ist, dass der Zugang zu den oberen Stockwerken außen über Treppen und Balkone erfolgt. Die Wohnblöcke sind zueinander orientiert und bilden so Innenhöfe. Ferner liegt in diesem Gebiet ein kleines Geschäftsviertel mit zweistöckigen Backsteinhäusern aus der Zeit zwischen 1920 und den frühen 1940er Jahren. Alle ältere Gebäude in diesem Areal fielen 1917 einem Brand zum Opfer. Etwas aus dem Rahmen fällt der dreistöckige Prince Hall Masonic Temple, der 1941 im Stile der Neorenaissance errichtet wurde. Des Weiteren steht an der Auburn Avenue die Wheat Street Baptist Church. Sie geht auf das Jahr 1923 zurück, hat vier Stockwerke und ist neugotisch gestaltet.